# San Michele di Ganzaria
San Michele di Ganzaria is een gemeente in de Italiaanse provincie Catania (regio Sicilië) en telt 4343 inwoners (31-12-2004). De oppervlakte bedraagt 25,6 km², de bevolkingsdichtheid is 170 inwoners per km².

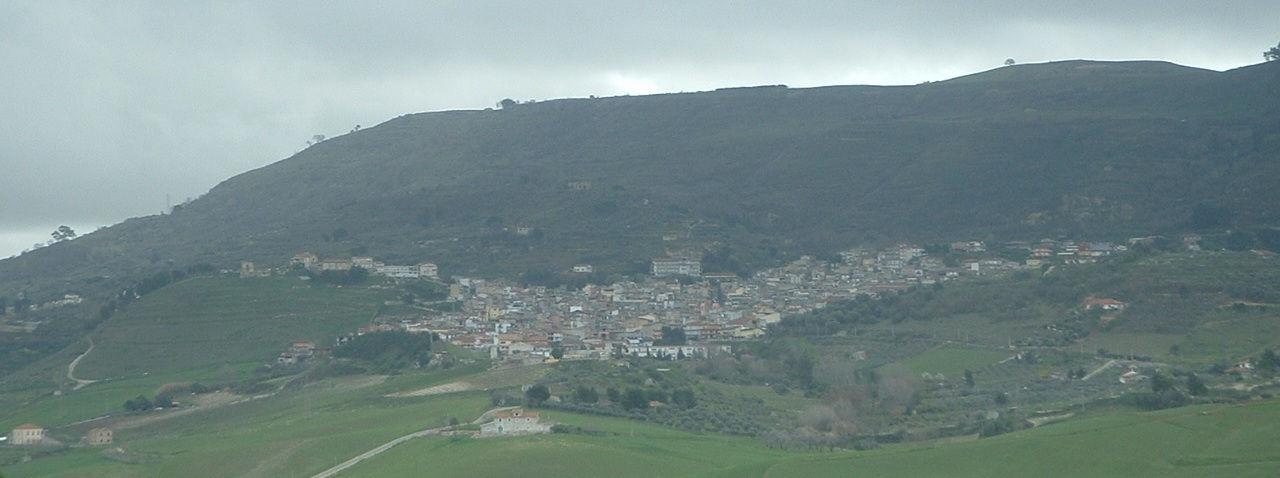
Uitzicht over San Michele di Ganzaria
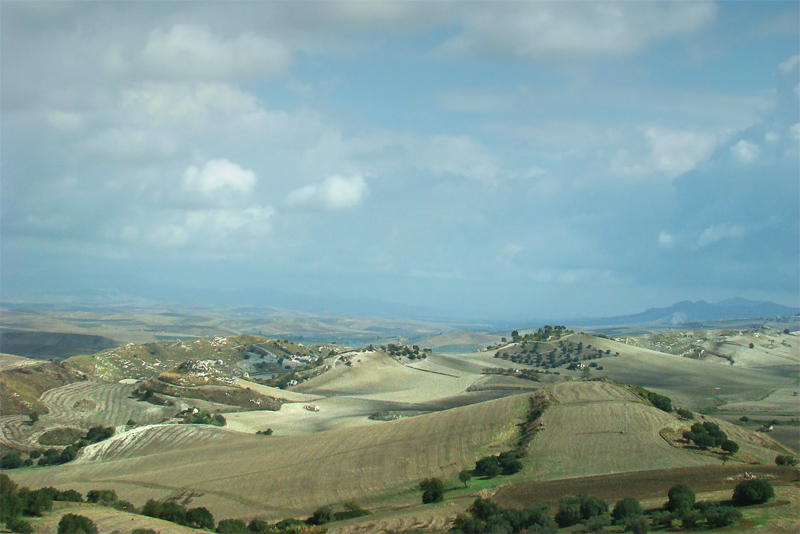
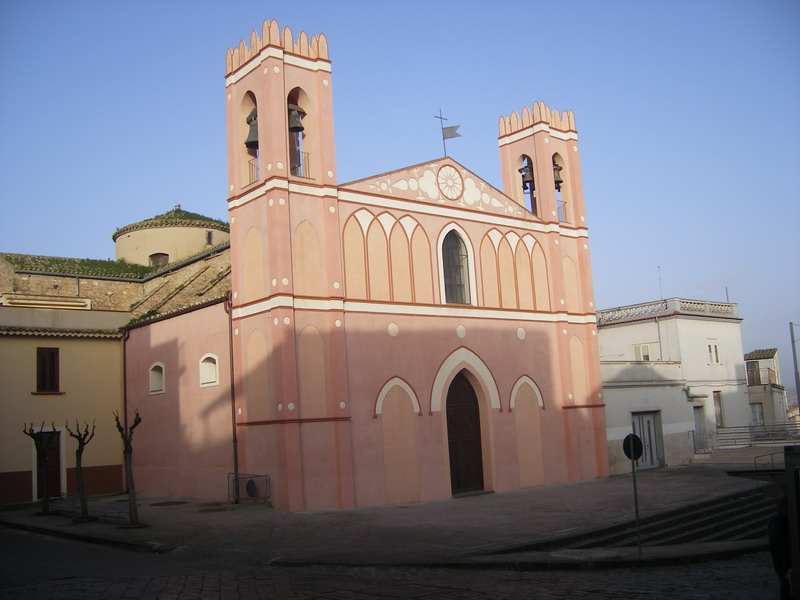
Kerk

## Geografie
De gemeente ligt op ongeveer 490 m boven zeeniveau.
San Michele di Ganzaria grenst aan de volgende gemeenten: Caltagirone, Mazzarino (CL), Piazza Armerina (EN), San Cono.